# Yamaha RX-11
Yamaha RX-11 — первая программируемая драм-машина, разработанная корпорацией Yamaha в 1984 году. Является первой драм-машиной серии RX. 
RX-11 содержит 29 встроенных звуков, хранящихся в 6 ПЗУ по 256 Кбит каждое. Они включают в себя 8 малых барабанов, 3 бас-барабана, 2 римшота, 2 открытых и 2 закрытых хай-хэта, 4 том-тома, педаль хай-хэта, 2 хлопка в ладоши, 2 колокольчика, тарелку райд, крэш и шейкер.
Благодаря своей дешевизне и доступности, драм-машина пользовалась спросом у многих начинающих музыкантов в 80-х годах. Также она широко применялась в музыке СССР и стран социалистического лагеря. 
Следом за ней была выпущена RX-15, имевшая те же характеристики, что и RX-11, но с урезанным количеством звуков и возможностей. 